# Abd-ar-Rahman ibn Fàysal
Abd-ar-Rahman ibn Fàysal ibn Turkí Al Saüd (àrab: عبد الرحمن بن فيصل بن تركي آل سعود, ʿAbd ar-Raḥmān b. Fayṣal b. Turkī Āl Saʿūd; el nom també es pot trobar transcrit Abdul Rahman) (1850-1928) va ser un membre de la Casa dels Saüd, el fill més jove de Fàysal ibn Turkí i pare d'Abd-al-Aziz ibn Saüd, el primer rei de l'Aràbia Saudita. Abd-ar-Rahman fou el darrer rei del segon estat saudita.
Quan en 1875 el seu germà Saüd ibn Fàysal va morir, Abd-ar-Rahman el va succeir. Tanmateix, en menys d'un any un altre germà, Abd-Al·lah ibn Fàysal, havia conquerit Riad i es va autoproclamar rei. En 1886 els germans d'Abd-Al·lah se sublevaren contra ell i Abd-ar-Rahman va recuperar Riad un cop més el 1889. Encara hi va haver més disputes entre els fills de Fàysal i Abd-ar-Rahman, de forma que aquest finalment es va exiliar al desert fins a l'ascensió d'Abd-al-Aziz, el seu fill, al tron.